# Titularbistum Axiopolis
Axiopolis (ital.: Axiopoli)  war ein Titularbistum der römisch-katholischen Kirche.
Es geht zurück auf ein früheres Bistum in der antiken Stadt Axiopolis, die sich in der südosteuropäischen Region und spätantiken römischen Provinz Moesia inferior (Niedermösien) im heutigen Rumänien befand.
| Titularbischöfe von Axiopolis |              |                                                              |                 |              |
| Nr.                           | Name         | Amt                                                          | von             | bis          |
| 1                             | Florian Stan | rumänisch griechisch-katholischer Weihbischof in Oradea Mare | 3. Oktober 1922 | 15. Mai 1924 |